# Ruger SR-556
Ruger SR-556 — американский самозарядный карабин производства оружейной компании Sturm, Ruger & Company, Inc.. Оружие представлено в 2009 году и стало первым образцом компании Ruger из семейства AR-10. Следующим вариантом в этом ряду стал карабин Ruger SR-762 под патрон .308. Относится к немногим образцам винтовок AR-15, использующих отвод пороховых газов. Производство прекратилось в январе 2016 года после представления варианта Takedown с облегчённым цевьём KeyMod.

## Обзор
Винтовка использует запатентованный механизм отвода пороховых газов, работающий в двух стадиях и этим самым противопоставленный системе прямого отвода в AR-15. Отвод контролируется четырёхпозиционным регулятором. Несколько ключевых частей — газовый поршень с коротким ходом, газовый регулятор и затворная группа — хромированы. Вместо газового ключа AR-15 есть встроенный выступ в затворе. Пламегаситель схож с пламегасителем AC-556 и Mini-14GB.
В сборке винтовки SR-556 использовались части производства компаний Troy Industries (рукоять с рельсовым креплением), Samson (механический прицел), Hogue (прорезиненная пистолетная рукоятка) и Magpul (три магазина на 30 патронов). Модификация SR-556SC использует три 10-патронных магазина, не имеет пламегасителя или складного приклада, но в штатах с жёсткими законодательными ограничениями на использование штурмовых винтовок вполне распространена. Длина хромированного ствола — 409 мм, шесть канавок, разработан для правши. Твист 1:230 мм.
С августа 2010 года винтовка производится не только под стандартные патроны 5,56 x 45, но и под патроны 6,8 мм Remington SPC.

## Варианты

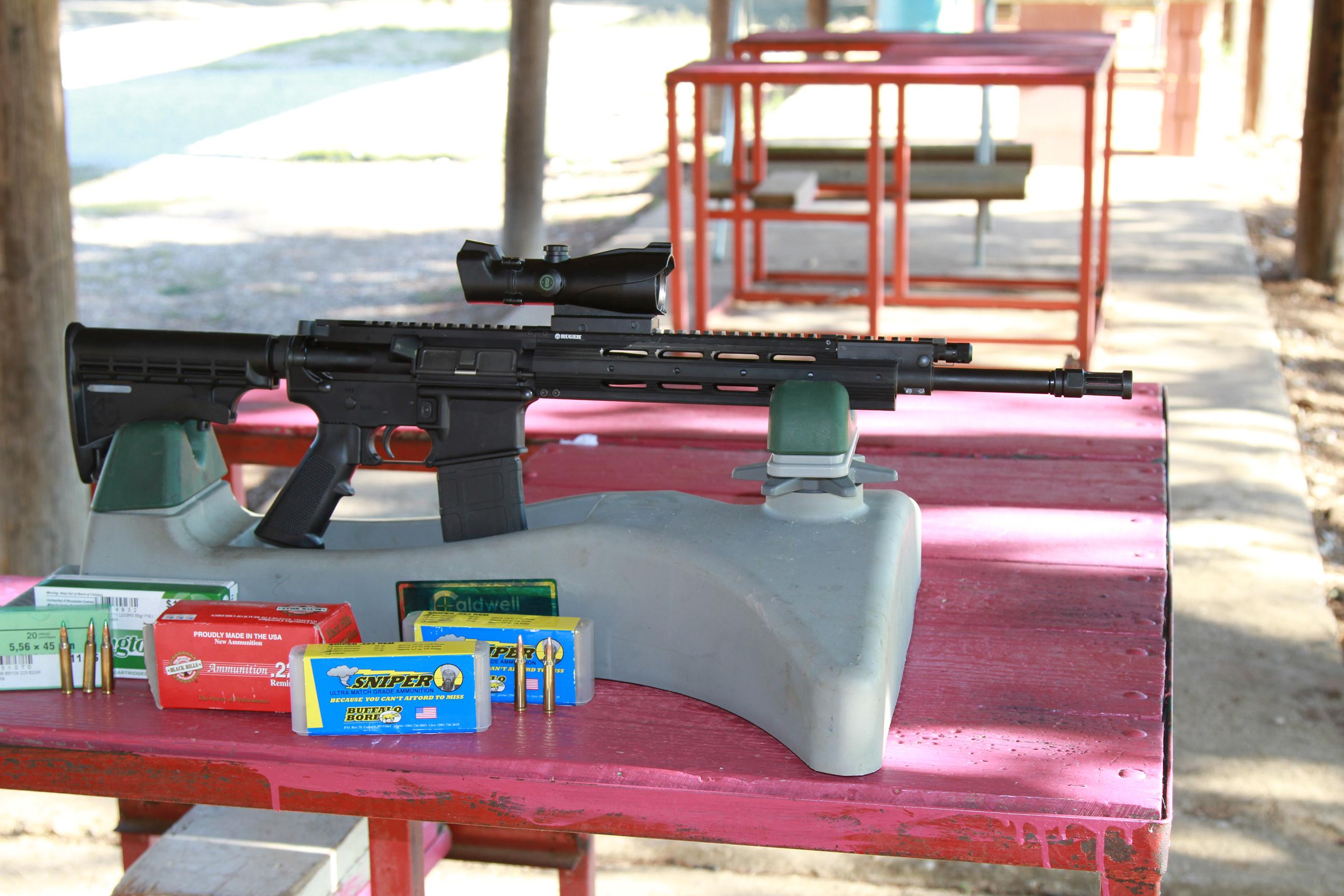
Ruger SR-556E с лазерным целеуказателем Bushnell

- SR-556FB
- SR-556SC
- SR-556C
- SR-556CLA
- SR-556E
- SR-556ESC
- SR-556VT
- SR-556/6.8, 6.8 SPC
- SR-556TD

### Ruger AR-556
29 сентября 2014 года компания представила спортивную винтовку AR-556 с прямым отводом пороховых газов и прицелом, похожим на Magpul BUIS. По эффективности стрельбы винтовка не уступает Smith & Wesson M&P15.

## Критика
Винтовка SR-556 подверглась критике за неоправданно высокую цену (до 2 тысяч долларов США) и сложную систему управления по сравнению с дешёвыми винтовками компании Smith & Wesson M&P. SR-556 не была достаточно защищена от пыли и не имела переднюю рукоятку, а также была слишком тяжёлой. После серии рекомендаций Ruger разработал лёгкую и более дешёвую модификацию SR-556E.

## Галерея

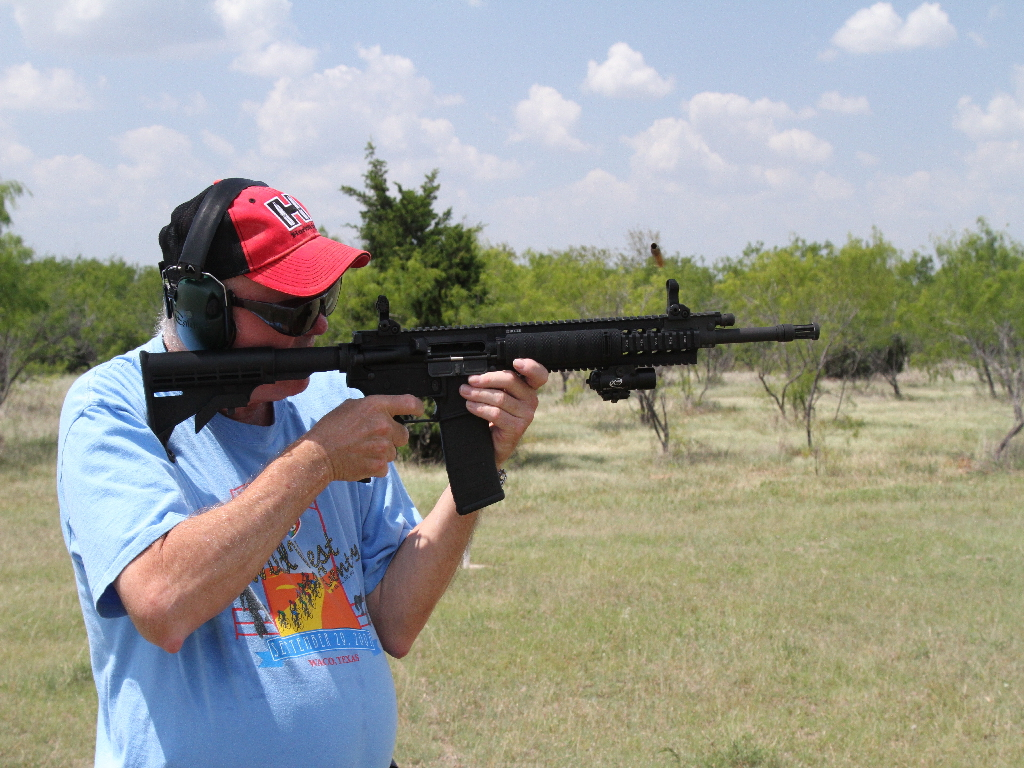
Ведение огня из Ruger SR-556
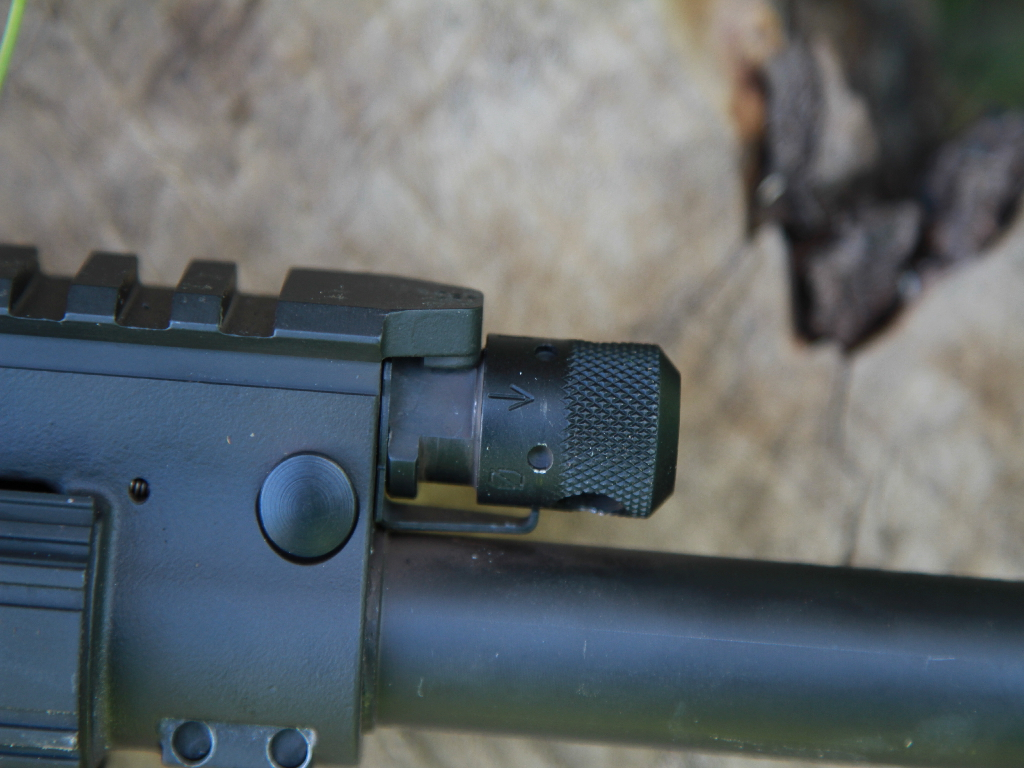
Съёмный ключ для газоотводной трубы
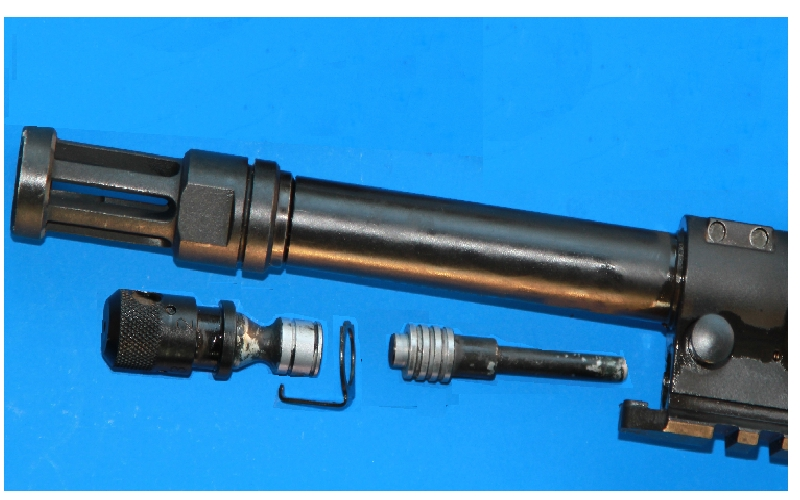
Система отвода пороховых газов
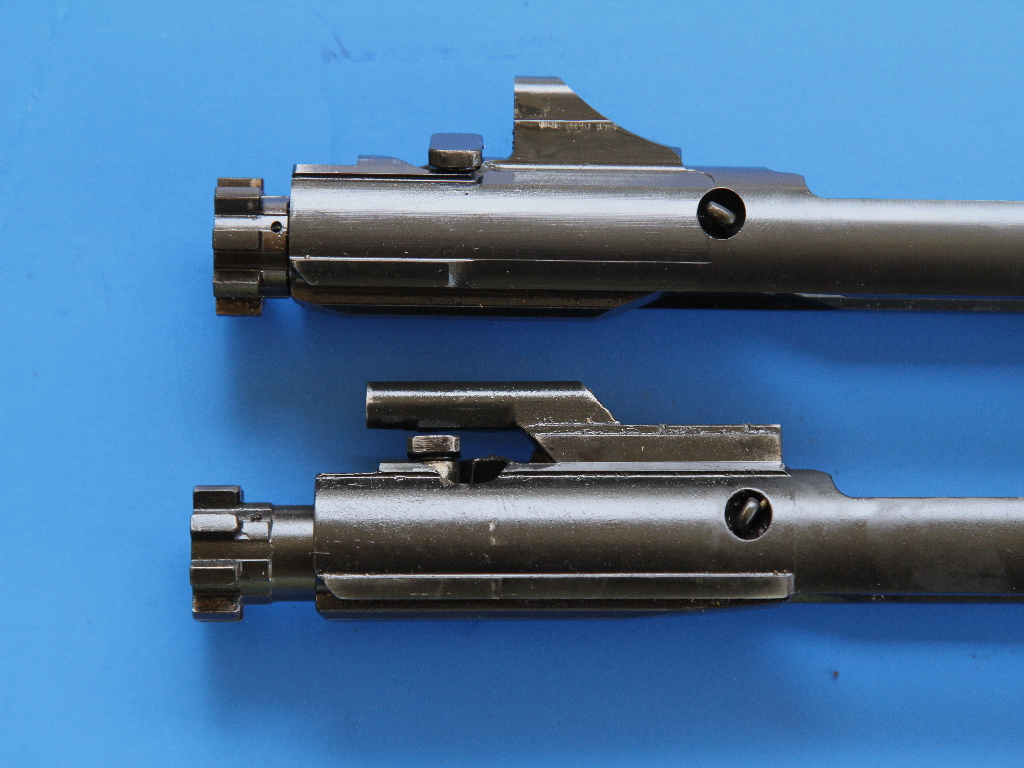
Затворы для Ruger SR-556 (вверху) и AR-15 (внизу)